# Пэукэ, Симона
Симона Пэукэ (рум. Simona Păucă, род.19 сентября 1969), в замужестве взявшая фамилию Рус (рум. Rus) — румынская гимнастка, олимпийская чемпионка.

## Биография
Родилась в 1969 году в Азуге. В 1984 году на Олимпийских играх в Лос-Анджелесе стала обладательницей золотых медалей в упражнениях на бревне и в командном первенстве, и бронзовой — в абсолютном первенстве.
В 1993 году вышла замуж за Георге Руса.